# Große Bibernelle
Die Große Bibernelle (Pimpinella major), auch Große Pimpinelle genannt, ist eine Pflanzenart aus der Gattung Bibernellen (Pimpinella) innerhalb der Familie der Doldenblütler (Apiaceae). Sie ist in Europa weitverbreitet.

## Beschreibung

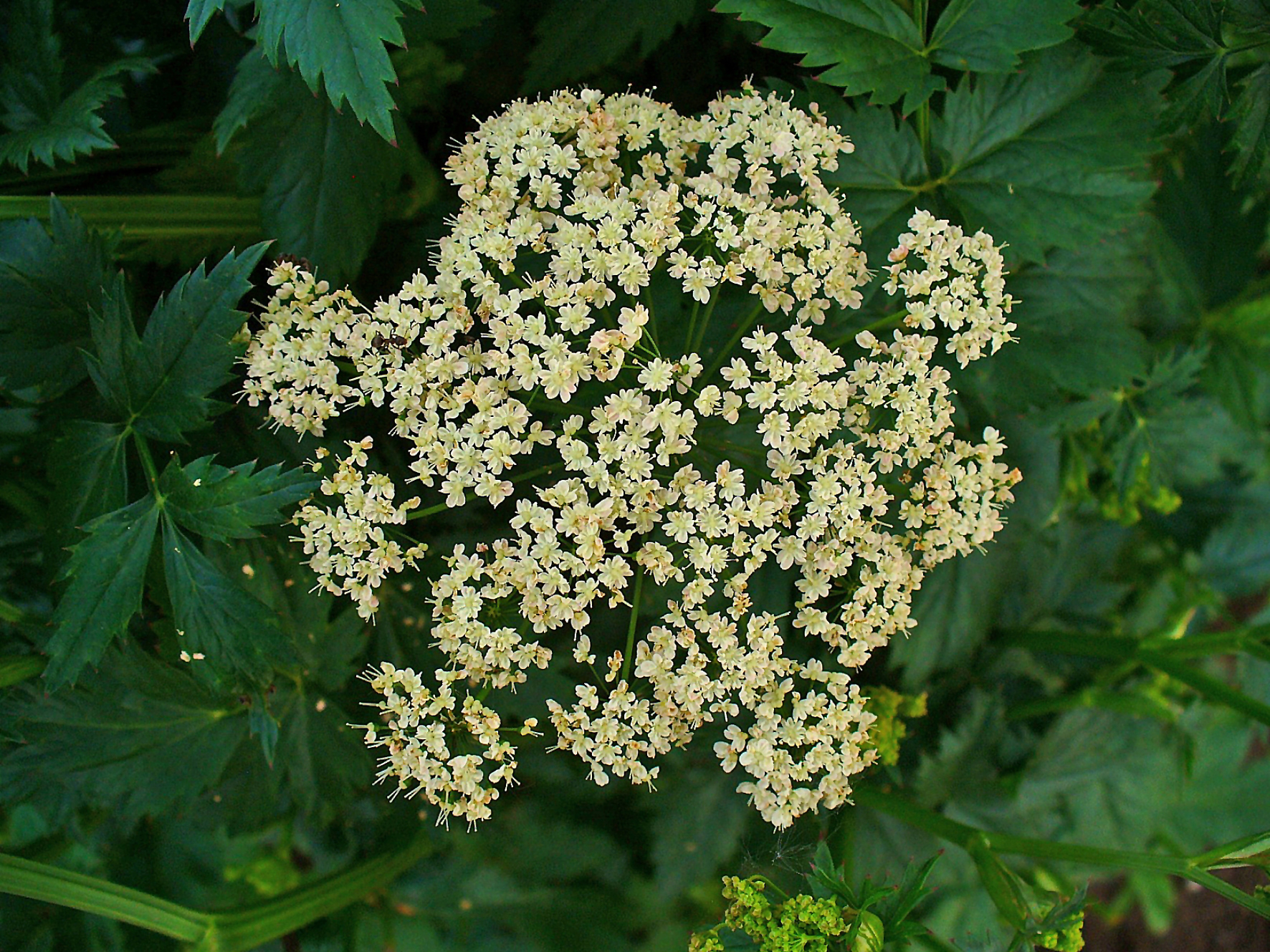
Doppeldolde in Aufsicht

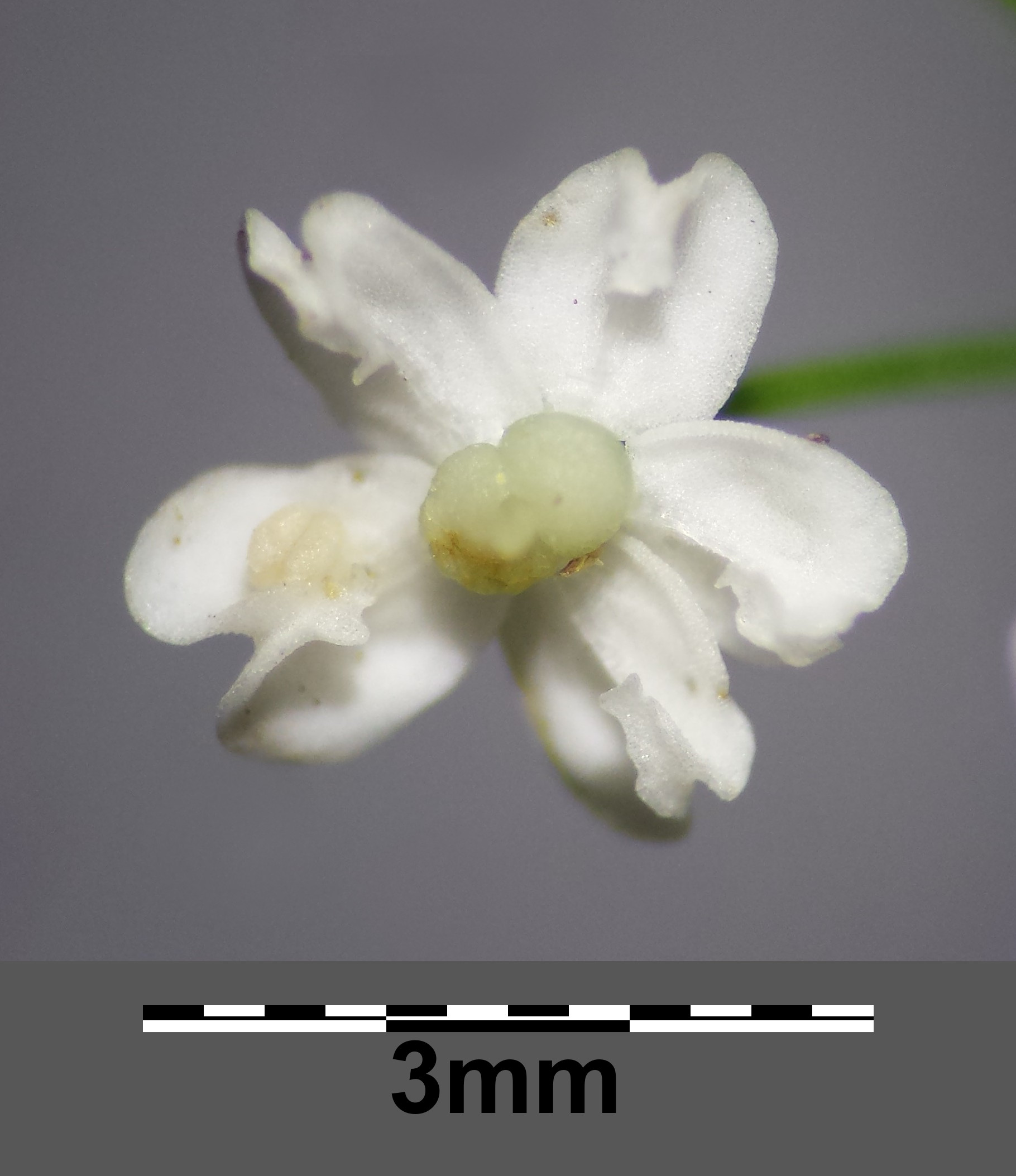
Blüte

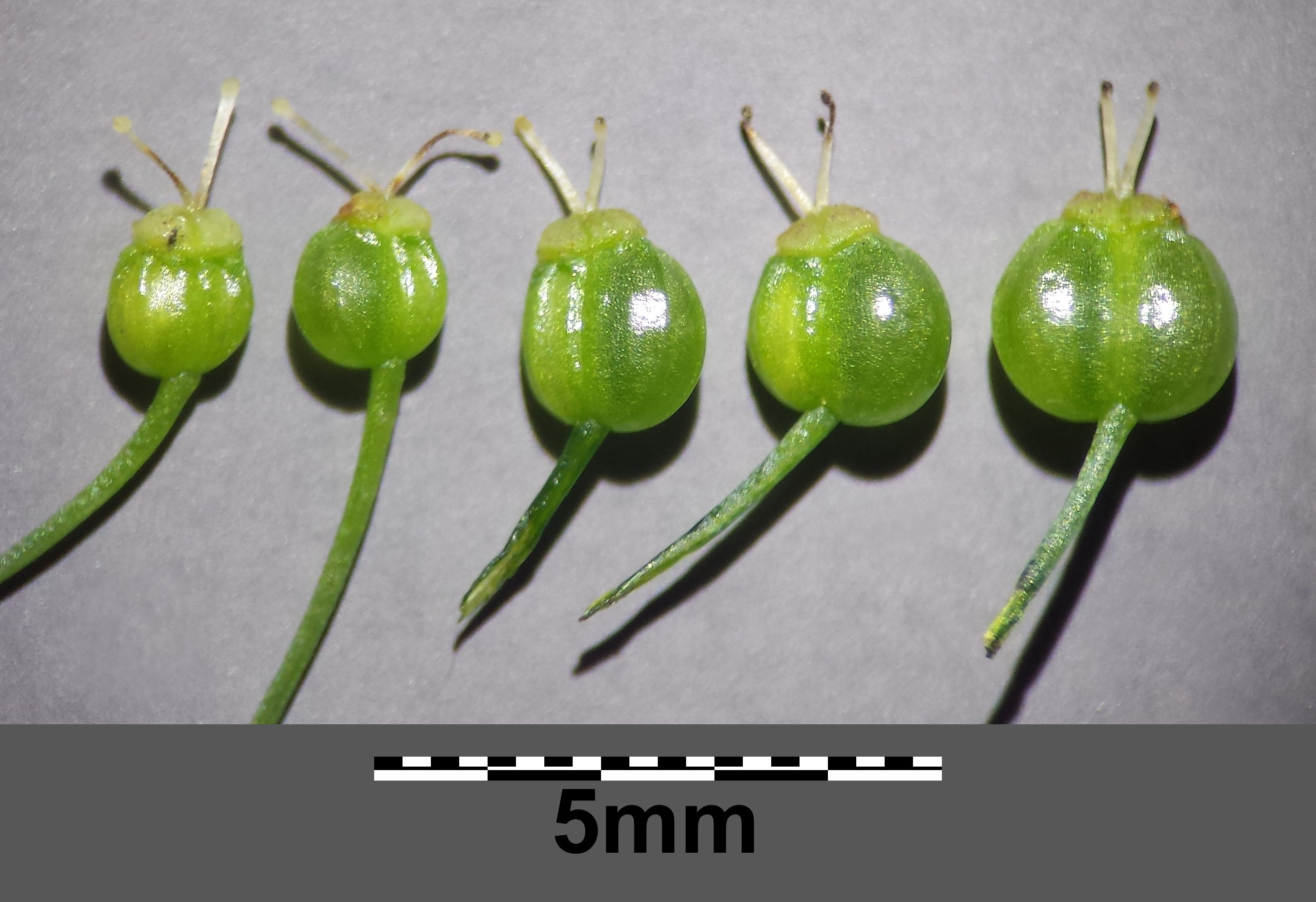
Junge Früchte

### Vegetative Merkmale
Die Große Bibernelle ist ausdauernde krautige Pflanze und erreicht eine Wuchshöhe von 40 bis 90 oder bis zu 100 Zentimetern. Die Wurzel ist spindelförmig und hat einen starken Geruch. Die oberirdischen Pflanzenteile sind meist vollständig kahl. Der aufrechte Stängel ist scharfkantig gefurcht, entfernt beblättert, meist kahl und im oberen Teil verzweigt.
Die wechselständig am Stängel angeordneten Laubblätter sind in Blattscheide, Blattstiel und Blattspreite gegliedert. Die Blattspreite ist einfach gefiedert. Die Blättchen sind eiförmig oder länglich, kurz gestielt, mehr oder weniger tief gesägt und meist spitz. In der Regel sind die Fiederabschnitte 1,5-mal bis doppelt so lang wie breit. Die unteren Laubblätter sind gestielt und haben auf jeder Seite der Blattrhachis ein oder meist zwei bis vier Blättchen. Die Blättchen sind bei einer Länge bis 4, manchmal bis zu 7 Zentimetern eiförmig, unregelmäßig gezähnt. Die mittleren und oberen Laubblätter sind auf den gedunsenen, weiß hautrandigen Blattscheiden sitzend. Das Endteilblatt ist mehr oder weniger dreiteilig.

### Generative Merkmale
Die Blütezeit reicht von Juni bis September. Die Doppeldolde ist 9- bis 15-, selten bis zu 20-strahlig. Hüllblätter sowie Hüllchenblätter fehlen, sehr selten sind sie armblättrig vorhanden.
Die selten rein weiblichen, meist männlichen und zwittrigen Blüten sind radiärsymmetrisch und fünfzählig mit einfacher Blütenhülle. Kelchblätter fehlen. Die fünf weißen, seltener rosafarbenen Kronblätter sind frei und bis etwa 1,5 Millimeter lang. Der Griffel ist (nach Abfallen der Kronblätter) 1,5 bis 2 Millimeter lang und zu dieser Zeit länger als der Fruchtknoten.
Die braune oder graue, kahle Doppelachäne ist bei einer Länge von 2,5 bis 3,5 Millimetern sowie einem Durchmesser von 1,5 bis 2 Millimetern eiförmig, etwas abgeflacht und im Querschnitt fünfkantig; sie ist an ihrer Basis schwach herzförmig und verjüngt sich zum oberen Ende hin. Die Griffel sind länger als die Frucht.

### Chromosomensatz
Die Chromosomengrundzahl beträgt x = 10; es liegt Diploidie mit einer Chromosomenzahl von 2n = 20 vor.

## Ökologie
Bei der Großen Bibernelle handelt es sich um einen Hemikryptophyten.
Die Große Bibernelle ist selten gynodiözisch, meist andromonözisch und sie ist proterandrisch.

## Vorkommen
Die Große Bibernelle ist ein subatlantisch-präalpines Florenelement. Die Große Bibernelle ist ursprünglich in Europa von Schweden bis in den nördlichen Mittelmeerraum verbreitet. Sie kommt in fast allen Ländern Europas vor; sie ist in Bulgarien ausgestorben und fehlt in Portugal, Island, Albanien, Griechenland und in der Türkei. Sie kommt in Mitteleuropa verbreitet und meist häufig vor.
In Österreich und der Schweiz ist die Große Bibernelle verbreitet. Die Große Bibernelle steigt in Südtirol am Pordoijoch bis in eine Höhenlage von 2220 Meter und im Unter-Engadin bei Motta Naluns bis über 2300 Meter auf. Die Große Bibernelle ist in Deutschland allgemein verbreitet und steigt in den Alpen oft bis auf eine Höhenlage von 1900 Meter; nur im Nordwesten Deutschlands ist sie selten oder streckenweise fehlend.
Die Große Bibernelle wächst in Fettwiesengesellschaften. Die Große Bibernelle gedeiht meist auf frischen, nährstoffreichen, humosen, lehmigen Böden. Pimpinella major ist pflanzensoziologisch eine Charakterart des Verbands Arrhenatherion. Die Unterart Pimpinella major subsp. rubra kommt im Polygono-Trisetion-Verband vor.
Die ökologischen Zeigerwerte nach Landolt et al. 2010 sind in der Schweiz: Feuchtezahl F = 3+ (feucht), Lichtzahl L = 3 (halbschattig), Reaktionszahl R = 3 (schwach sauer bis neutral), Temperaturzahl T = 3 (montan), Nährstoffzahl N = 4 (nährstoffreich), Kontinentalitätszahl K = 3 (subozeanisch bis subkontinental).

## Systematik

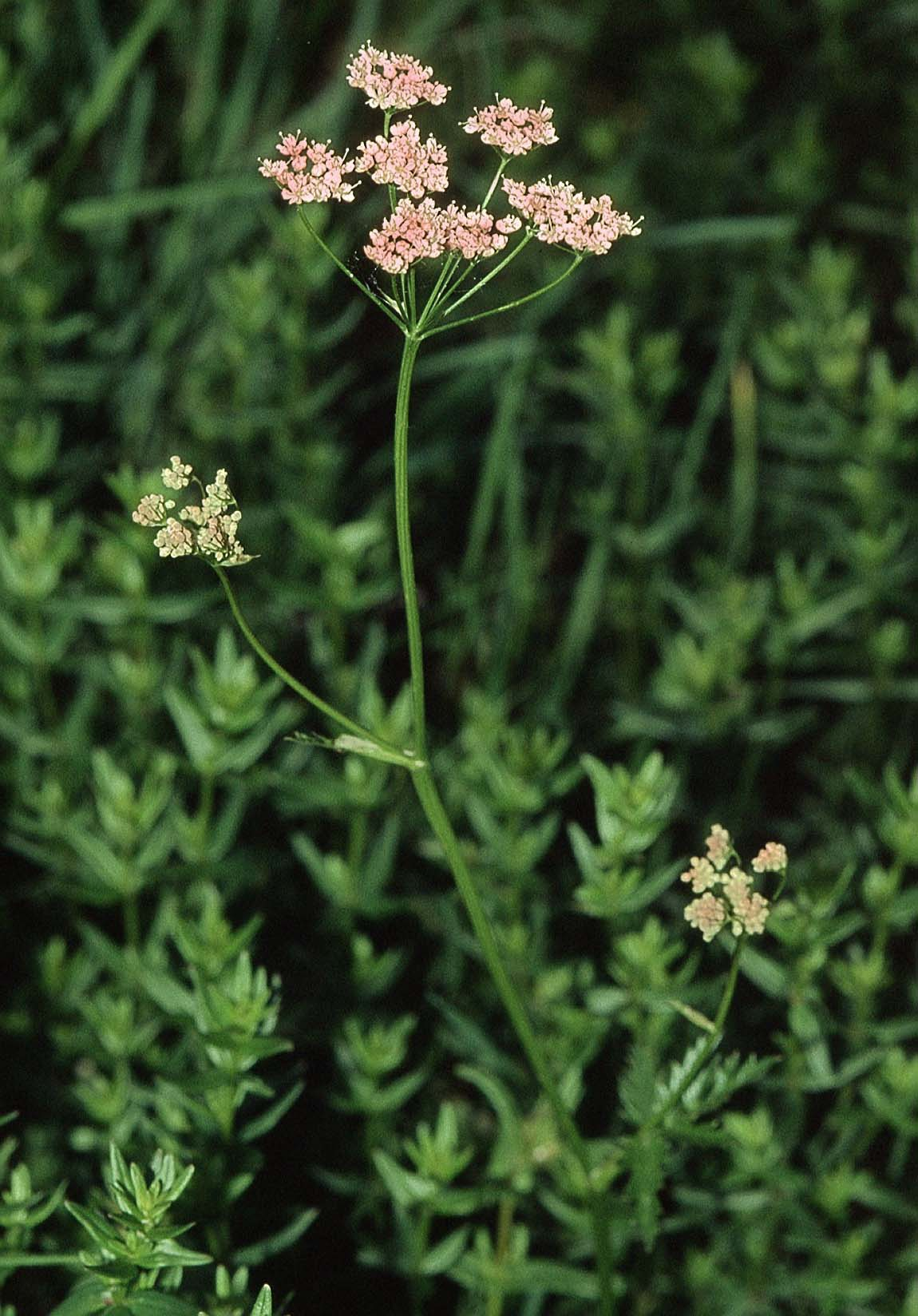
Rote Große Bibernelle (Pimpinella major subsp. rubra)

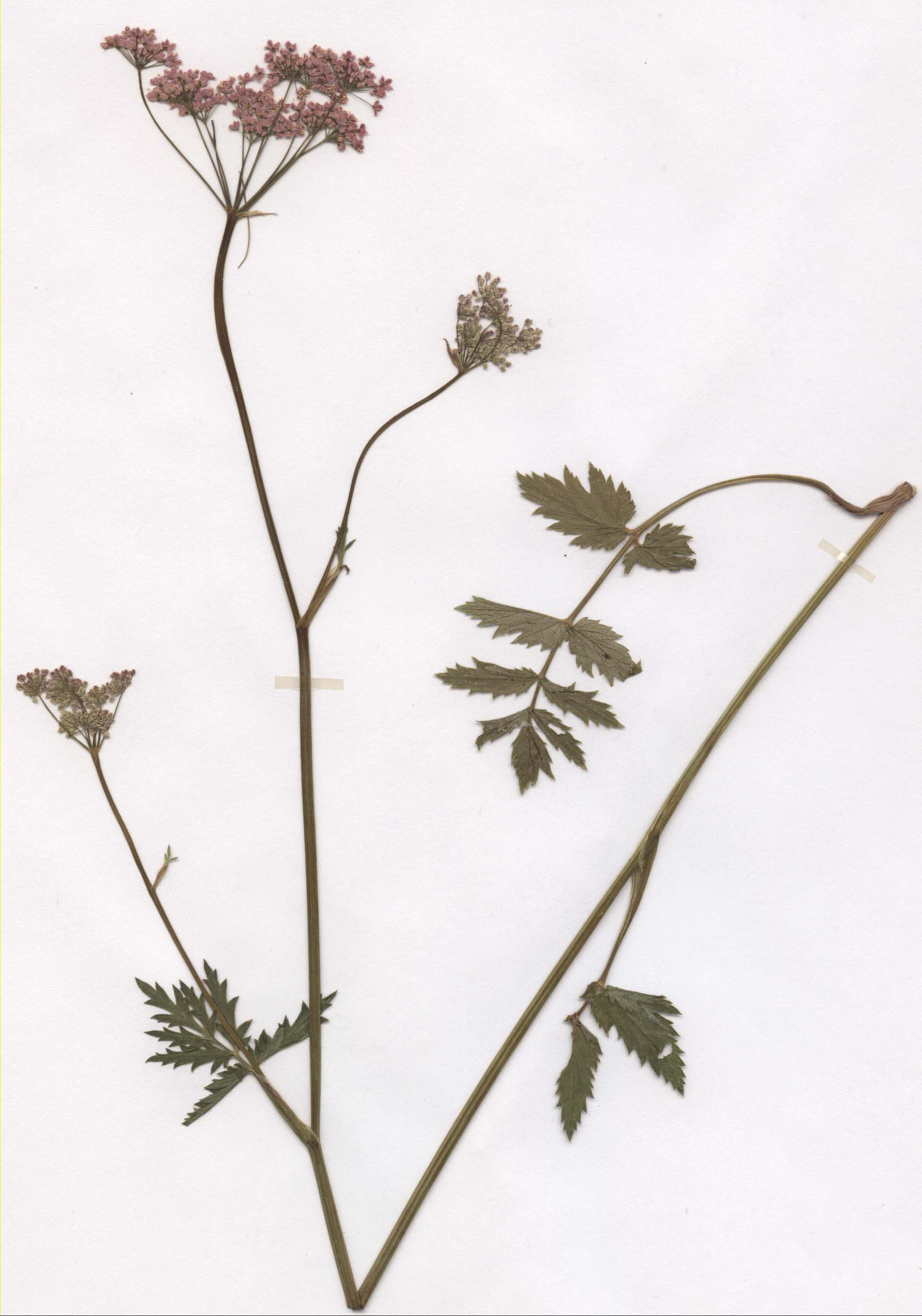
Rote Große Bibernelle (Pimpinella major subsp. rubra) (Herbarbeleg)

### Taxonomie
Die Erstveröffentlichung erfolgte 1753 durch Carl von Linné in Species Plantarum Tomus I, Seite 264 als Varietät Pimpinella saxifraga var. major. Diese Varietät wurde 1762 durch William Hudson in Flora Anglica; exhibens Plantas per Regnum Angliae Sponte Crescentes... S. 110 zur Art Pimpinella major (L.) Huds. erhoben. Ein weiteres Synonym für Pimpinella major (L.) Huds. ist Pimpinella magna L.

### Variabilität der Art
Die Große Bibernelle ist eine vielgestaltige Sippe. Von den zahlreichen Formen sei nur die Unterart (teilweise als Varietät geführt) erwähnt:
- Pimpinella major subsp. rubra (Schleich.) O.Schwarz: Sie wird auch als Rote Große Bibernelle bezeichnet. Diese zeichnet sich durch einen niedrigen Wuchs und intensiv rosa gefärbte Kronblätter aus. Der Stängel ist meist an der Basis verzweigt, die Äste sind kurz und tragen in der Regel nur eine Dolde. Diese Unterart kommt offenbar nur in den Gebirgen vor und ist außerhalb der Alpen lediglich aus dem Schwarzwald, der Schwäbischen Alb und dem Voralpengebiet bekannt. Ihr Verbreitungsgebiet umfasst die Länder Frankreich, Deutschland, Tschechien, die Schweiz, Liechtenstein, Italien, Slowenien, Österreich, Polen, Ungarn und die Slowakei.[8] Sie steigt in den Allgäuer Alpen im Tiroler Teil nahe der Hermann-von-Barth-Hütte bis zu einer Höhenlage von 2140 Meter auf.[10]